# The Lady
The Lady ist ein französischer Film des Regisseurs Luc Besson über das Leben der Friedensnobelpreisträgerin Aung San Suu Kyi, die aus politischen Gründen insgesamt 15 Jahre unter Hausarrest stand, sowie über ihre tragische Ehe.
Der Film wurde am 12. September 2011 auf dem Toronto International Film Festival gezeigt, in Deutschland startete er am 5. April 2012.

## Hintergrund
Michelle Yeoh brachte dieses Projekt zu Luc Besson, weil sie ihn dafür schätzte, dass er schon vorher Filme über starke Frauen inszeniert hatte. Luc Besson nahm das Projekt an, gestand aber auch freimütig gewisse Zweifel darüber ein, ob er so ein Drehbuch auch schon im Alter von 25 Jahren hätte umsetzen können.
Während der Dreharbeiten wurde bekannt, dass Aung San Suu Kyis Hausarrest soeben aufgehoben worden war. Michelle Yeoh erhielt sogar eine Besuchserlaubnis.
Obwohl sie immer zierlich war, hat Michelle Yeoh für diese Rolle trotzdem abgenommen. Auf ihr Engagement für diesen Film angesprochen, beschrieb sie ihn als eine „unglaubliche Liebesgeschichte“ ("an incredible love story") vor dem Hintergrund politischen Aufruhrs.

## Rezeption
Paris Match schloss sich der Beurteilung der Hauptdarstellerin an und urteilte, es handele sich um eine außerordentliche Liebesgeschichte zwischen Aung San Suu Kyis verstorbenen Ehemann Michael Aris und einer Frau, die ihr persönliches Glück für ihr Volk opfert.
2012 erhielt der Film den internationalen Cinema-for-Peace-Preis für Menschenrechte, der in Zusammenarbeit mit Amnesty International und dem Human Rights Film Network verliehen wird.